# American Pie: Księga miłości
American Pie: Księga miłości (ang. American Pie: The Book of Love) – amerykański film komediowy z 2009 roku w reżyserii Johna Putcha. Jest to siódmy film z popularnej serii American Pie.

## Fabuła
Film opisuje perypetie trzech licealistów z East Great Falls. Rob, Natan i Lube są wciąż prawiczkami i chcą jak najszybciej to zmienić. Pewnego dnia jeden z nich znajduje tytułową księgę miłości. Przyjaciele starają się stosować do zawartych w niej porad. Wynika z tego wiele zabawnych sytuacji, ponieważ księga jest w znacznym stopniu zniszczona, a informacje w niej zawarte niekompletne. Postanawiają więc zrekonstruować księgę. Z pomocą przychodzi im jej autor – Noah Levenstein.

## Obsada
- Eugene Levy – Noah Levenstein
- Bug Hall – Rob
- Kevin M. Horton – Nathan
- Brandon Hardesty – Lube
- Beth Behrs – Heidi
- Louisa Lytton – Imogen
- John Patrick Jordan – Scott Stifler
- Melanie Papalia – Dana
- Jennifer Holland – Ashley
- Cindy Busby – Amy
- Naomi Hewer – Alyson
- Adrienne Carter – Katie
- Nico McEown – Cody
- Edwin Perez – Gibbs
- Rosanna Arquette – mama Roba